# Château de Cabra
Le château de Cabra est le nom donné à deux châteaux, l'un aujourd'hui en ruine, l'autre aujourd'hui utilisé comme hôtel de luxe. Ils sont près du hameau de Cabra, qui est très proche de Kingscourt (irlandais : Dún a' Rí ) dans le sud-est du comté de Cavan, en Irlande.

## Histoire

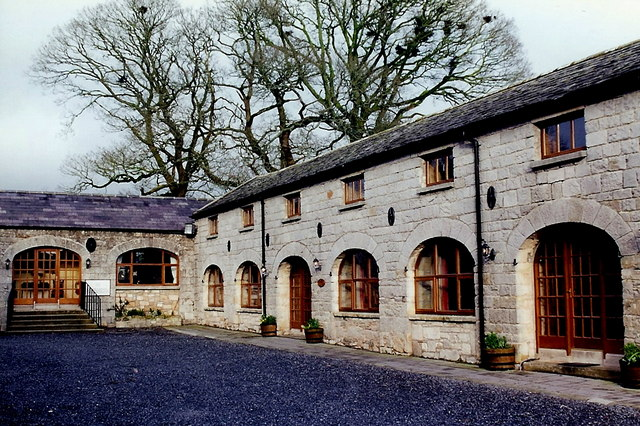
Chambres sur cour Château de Cabra

L'actuel château de Cabra (situé juste à côté de la R 179, connue localement sous le nom de Carrickmacross Road) est construit dans un mélange de « style néo-normand » et de « style gothique » dans la première décennie du XIXe siècle. Une grande partie de l'extérieur est dans une forme de ce que l'on pourrait décrire comme le "style néo-normand", tandis que l'intérieur est principalement "gothique" (par opposition aux styles néo-gothiques ultérieurs). Cette structure s'appelle à l'origine le château de Cormey (ou Cormy), du nom de la ville locale où il est construit pour la famille Foster, une famille d'" Ascendance " locale. Cependant, le coût de construction de la nouvelle maison de campagne met la famille Foster en faillite et, en 1813, peu de temps après l'achèvement du nouveau château de Cormey, les Foster vendent leur nouvelle maison de campagne à leurs voisins beaucoup plus riches, la famille Pratt, qui est une autre famille locale de l'«Ascendance».
La famille aristocratique Pratt vit juste de l'autre côté de la route de Carrickmacross dans la maison Cabra d'origine sur le domaine de campagne de la famille. La famille Pratt est propriétaire du domaine Cabra depuis 1699. En 1813, le colonel Joseph Pratt ajoute le nouveau château de Cormey et une grande partie du domaine de Cormey des Fosters à son propre domaine de Cabra. Le château de Cormey remplace la Cabra House d'origine en tant que «siège» principal de la dynastie Pratt dans le comté de Cavan. Vers 1820, la famille Pratt renomme le château de Cormey en château de Cabra, nom qu'il conserve à ce jour.
Les ruines de la maison Cabra d'origine, ou château de Cabra, sont sur une légère hauteur dans l'actuel parc forestier de Dún a' Rí, qui faisait autrefois partie du domaine de Cabra. Le parc forestier appartient maintenant à Coillte, la société forestière du gouvernement irlandais.

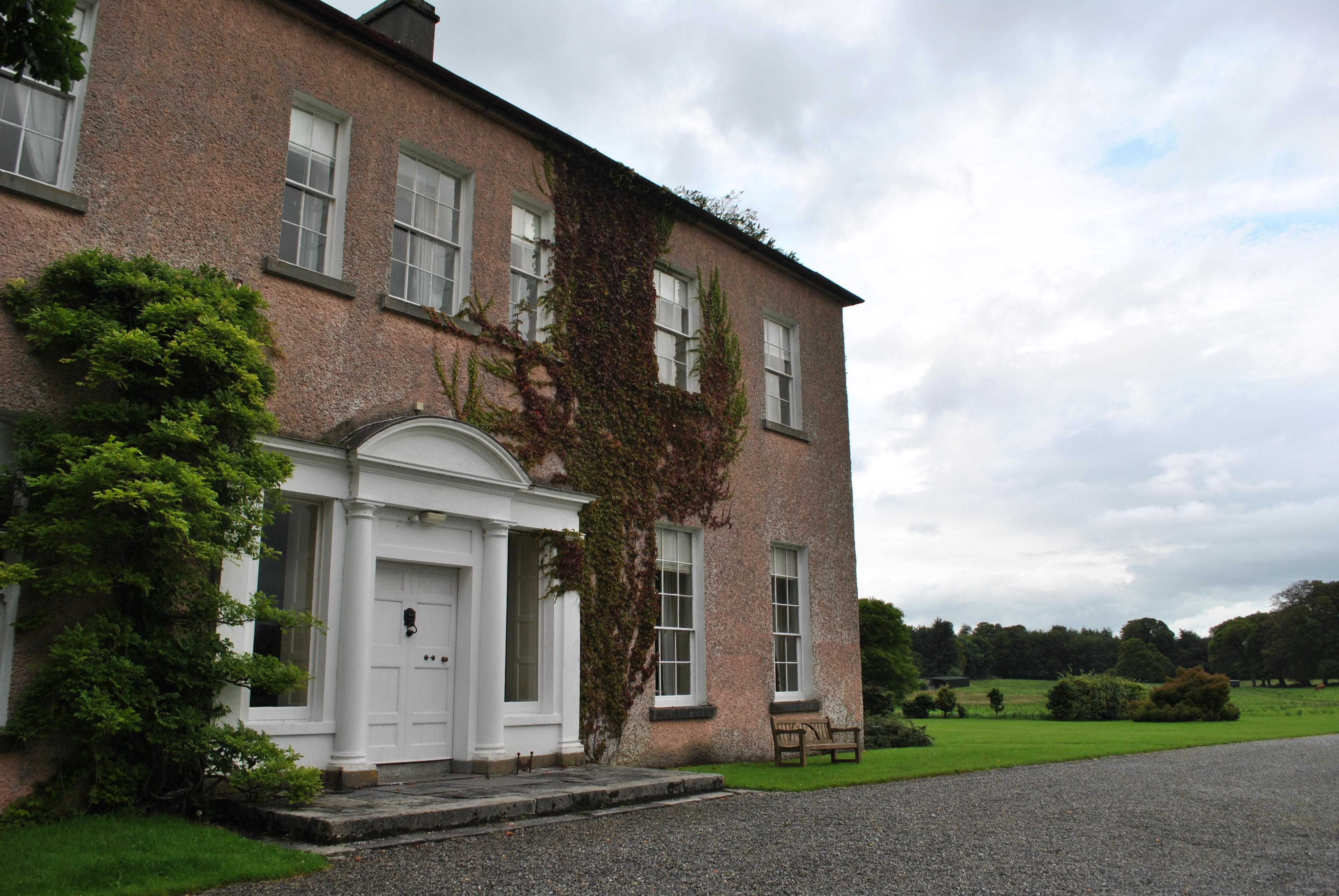
Enniscoe House

Le major Mervyn Pratt possède le château de Cabra et le domaine de Cabra de 1927 jusqu'à sa mort en décembre 1950. Le major, cependant, vit principalement à Enniscoe, une autre propriété de campagne que la famille Pratt possède depuis les années 1860 près de Crossmolina dans le comté de Mayo. Il est remplacé par son neveu, Tan Sri Dr. Mervyn Sheppard, un fonctionnaire du British Colonial Service en Malaisie, qui est le dernier membre de la dynastie Pratt à posséder le château de Cabra. En raison des coûts croissants de gestion du château et de ce qui reste du domaine de Cabra, il vend la maison de campagne à une famille catholique locale, les Brennans, en 1964. La famille Brennan transforme le château en hôtel, qu'il est jusqu'à ce qu'ils le vendent en 1986 à M. Mansour, un homme politique et homme d'affaires de l'émirat d'Abu Dhabi aux Émirats arabes unis. Mansour ferme l'hôtel avec l'intention de transformer le château en une maison de campagne privée une fois de plus. Cependant, il n'a jamais vraiment pris le temps de restaurer le château.
En 1991, Mansour vend le château de Cabra à la famille Corscadden, qui gère plusieurs hôtels. Ils restaurent le château et le transforment en hôtel de luxe quatre étoiles, le rouvrant ainsi au début des années 1990. Il continue d'appartenir à la famille Corscadden et le château reste un hôtel de luxe. Environ une centaine d'acres de terrain constitue maintenant le domaine (ou parc ) environnant du château de Cabra.